# William Boddington
William „Bill“ Westcott Boddington (* 22. November 1910 in Jersey City; † 15. November 1996 in Colorado Springs) war ein Hockeyspieler, der 1932 eine olympische Bronzemedaille gewann.

## Leben
William Boddington wuchs in Glen Ridge und spielte zunächst für den Germantown Cricket Club, später für den Westchester Field Hockey Club. 
Bei den Olympischen Spielen 1932 in Los Angeles nahmen nur drei Mannschaften am Hockey-Turnier teil. Nachdem die indische Mannschaft die japanische Mannschaft mit 11:1 besiegt hatte, gewannen die Japaner gegen das Team der Vereinigten Staaten mit 9:2. Im letzten Spiel siegte die indische Mannschaft mit 24:1 gegen die Mannschaft der Vereinigten Staaten. Das einzige Tor im Spiel gegen Indien erzielte der Halbstürmer Boddington.
Vier Jahre später traten bei den Olympischen Spielen 1936 in Berlin elf Mannschaften an. Das Team aus den Vereinigten Staaten absolvierte insgesamt vier Partien und verlor alle.
Im Zweiten Weltkrieg diente Boddington von 1941 bis 1945 in der US Army. Für seinen Einsatz beim Italienfeldzug wurde er mit der Bronze Star Medal ausgezeichnet. Boddington gründete später die Boddington Lumber Company in Colorado. In seiner Freizeit war er als Fußballtrainer am Colorado College tätig.